# Vojtěch Lanna mladší
Svobodný pán Vojtěch Lanna mladší (29. května 1836, Čtyři Dvory – 31. prosince 1909, Merano), pokřtěný jako Adalbert Johann Joseph Lanna, byl český průmyslník, obchodník, stavitel a poslanec Panské sněmovny Říšské rady. Pocházel z podnikatelského rodu Lannů, který v první polovině 19. století výrazně zbohatl především díky lodní dopravě po Vltavě a Labi. V roce 1866 převzal po otci řízení rodinné firmy, se kterou výrazně přispěl k budování české sítě železnic. Byl také sběratelem a mecenášem umění a spouluzakladatelem Uměleckoprůmyslového muzea v Praze.

## Život

### Dětství a dospívání

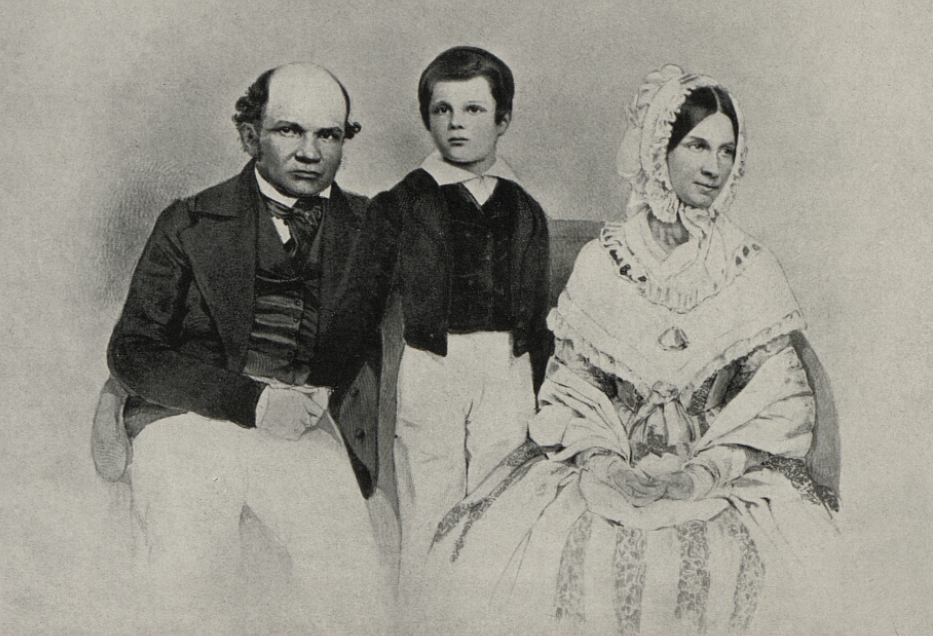
Jedenáctiletý Vojtěch Lanna mladší se svými rodiči, kvaš Josefa Kriehubera

Vojtěch Lanna mladší se narodil roku 1836 v domě číslo 3 u Lannovy loděnice v Čtyřech Dvorech u Českých Budějovic do rodiny Vojtěcha Lanny staršího a jeho ženy Josefíny, svobodným jménem Peithnerové z Lichtenfelsu. Už od dětství cestoval spolu se svým otcem, v pěti letech se účastnil slavnostního otevření mostu císaře Františka I. v Praze, který rodinná firma Lannů pomáhala budovat. V devíti letech s rodiči absolvoval cestu přes Teplice, Drážďany a Lipsko až do Berlína. I během svého studia na českobudějovickém gymnáziu pokračovaly jeho zahraniční cesty. Kromě Vídně a hlavních měst německých zemí poznal také například Benátky nebo Terst. Po dokončení gymnázia se v patnácti letech vydal na delší cestu do Porýní, Belgie a Nizozemska. Poté zakončil své formální vzdělávání dvěma lety na obchodní škole v Lipsku.

### Padesátá léta
Od květnu roku 1854 začal Vojtěch Lanna mladší získávat také své první pracovní zkušenosti, když ho jeho otec zaměstnal při stavbě první vysoké pece v kladenské slévárně. Vyzkoušel si pozice skladníka, účetního a pokladníka. Po těchto zkušenostech ho otec poslal do Paříže, kde v roce 1855 probíhala druhá Světová výstava. Další rok strávil v rodných Českých Budějovicích, kde byl opět zaměstnán na rozličných pozicích v rodinných provozech. V roce 1857 se s celou rodinou Lannů odstěhoval z Českých Budějovic do Prahy, kde ho otec jmenoval prokuristou a svěřil mu výstavbu železnice spojující Kladno s Nučicemi.
Pracoval též na projektu železniční trati z Pardubic přes Turnov do Liberce, kterou stavěla společnost Jihoseveroněmecká spojovací dráha. Zde se seznámil se stavitelem Janem Schebkem, se kterým pak Lannu pojil dlouholetý pracovní a osobní vztah. Později během stavby trati České západní dráhy spojující Bavorsko s Plzní a pražským Západním nádražím Jan Schebek odešel z firmy bratří Kleinů odešel a stal se Lannovým společníkem v nové firmě Lanna a Schebek.

### Zájem o umění

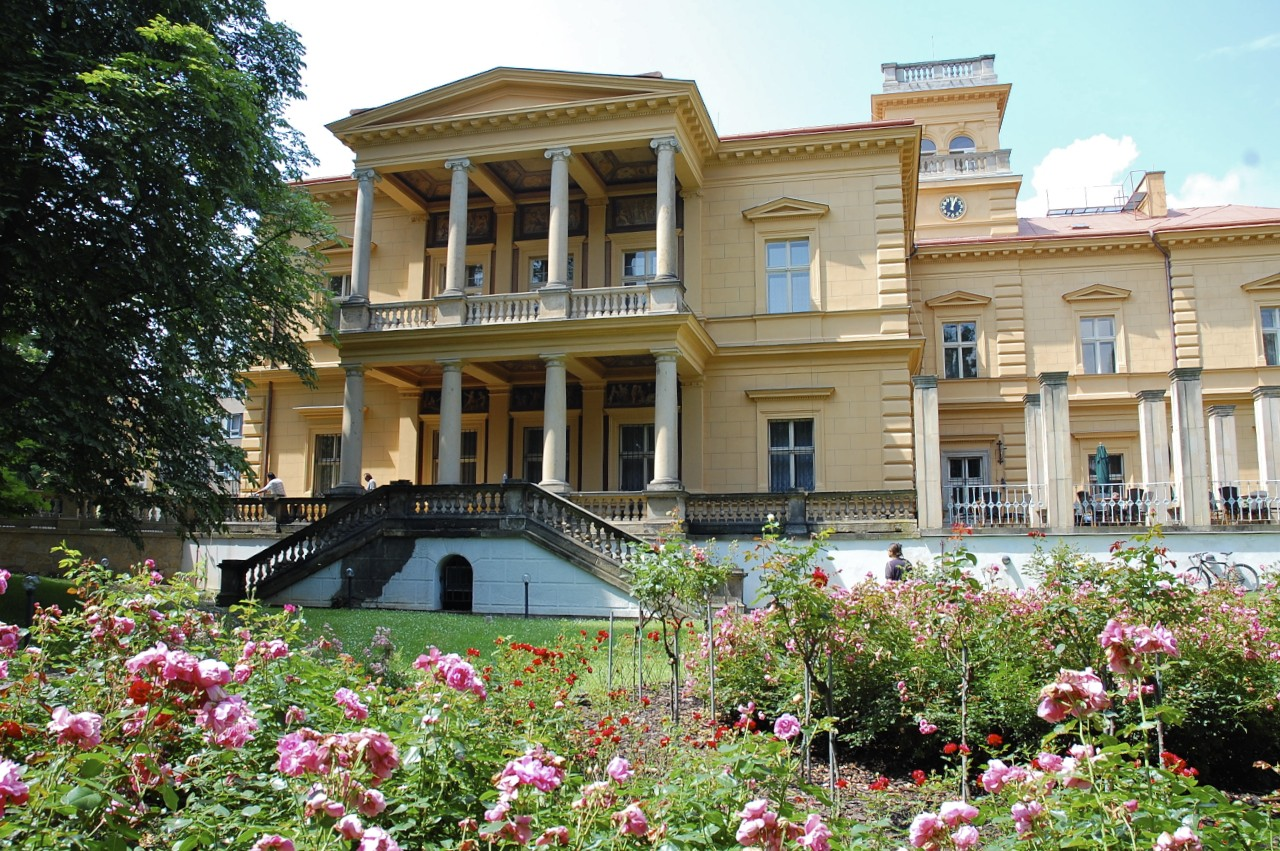
Lannova vila z roku 1868

V roce 1860 kvůli nemoci opustil nově dostavený rodinný palác u Pražského státního nádraží a vydal se na ozdravný pobyt do Alp. Po cestě se zastavil v Mnichově, kde na něj silně zapůsobily tamější umělecké sbírky. Sám se stal sběratelem umění, byl členem Společnosti vlasteneckých přátel umění a posledních 20 let svého života také jejím jednatelem. Krom toho byl členem Krasoumné jednoty, Rakouského archeologického muzea, vídeňské Umělecké rady nebo také komise, která připravovala vybudování Rudolfina. Stal se spoluzakladatelem Uměleckoprůmyslového muzea v Praze a věnoval mu svou sbírku uměleckého skla.
Exlibris (knižní značku), které Vojtěchu rytíři Lannovi ml. zhotovil český malíř Josef Mánes, je v odborných kruzích považováno za první české moderní exlibris.
V roce 1865 se ve svých 29 letech oženil s Františkou z Bene.

### Stavitelská činnost

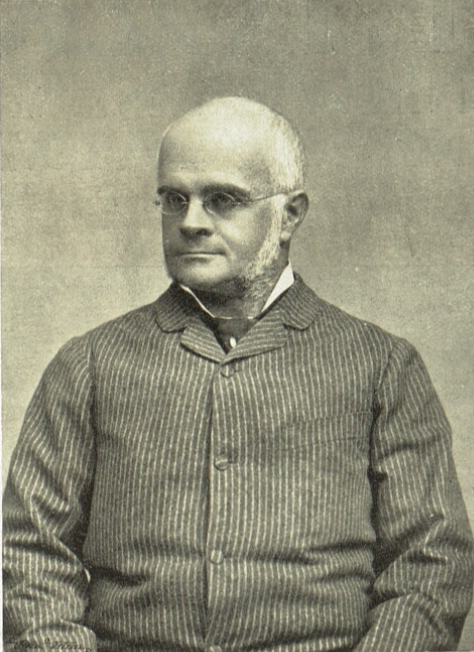
Vojtěch Lanna mladší kolem roku 1900

Rok poté zemřel jeho otec Vojtěch Lanna starší na srdeční slabost a Vojtěch Lanna mladší po něm zdědil rodinné podniky. Firma Lanna a Schebek se podílela na celé řadě zásadních železničních a silničních staveb v rámci Rakouska-Uherska, především v zemích Koruny české. V 60. a 70. letech stavěla tratě z Kralup nad Vltavou do Turnova, Českou severní dráhu, Dráhu císaře Františka Josefa spojující Vídeň přes České Velenice s Českými Budějovicemi a Prahou, Plzeňsko-březenskou dráhu vedoucí ze Železné Rudy přes Klatovy, Plzeň až do Března na Chomutovsku nebo také Ústecko-teplickou dráhu. Společnost pracovala také na drážních stavbách v Uhersku. Realizovány byly také vodní stavby, firma provedla mimo jiné úpravu karlínského, holešovického a libeňského přístavu a postavila řadu zdymadel.
Roku 1868 si Vojtěch Lanna mladší nechal postavit vilu v Bubenči dle návrhu architekta Vojtěcha Ignáce Ullmanna a v letech 1872 až 1875 pak další vilu na úpatí hory Traunstein, odkud rod Lannů pochází.

### Úmrtí
Vojtěch Lanna mladší zemřel v poslední den roku 1909 v Meranu. Firmu po něm převzal jeho syn Vojtěch František Josef. Byl pohřben v rodinném mauzoleu na pražských Olšanských hřbitovech. Hrobku zde Lannové sdílí s rodinou Schebků. Novobyzantskou stavbu navrhl architekt Antonín Barvitius a na její výzdobě se podílel také sochař Josef Václav Myslbek. Jedná se o největší hrobku v areálu Olšanských hřbitovů.

## Řády a ocenění
- 1866 - udělena pražská měšťanská medaile[8]
- 1868 - povýšen do dědičného stavu rytíře[8]
- 1871 - udělen Mariánský kříž[8]
- 1876 - udělen belgický řád krále Leopolda I.[8]
- 1877 - udělen řád Františka Josefa[8]
- 1891 - jmenován doživotním poslancem Panské sněmovny Říšské rady[8]
- 1898 - udělen Řád železné koruny II. třídy[8]
- 1908 - povýšen do stavu svobodného pána[8] (ekvivalent barona)